# Bernadets-Dessus
Bernadets-Dessus – miejscowość i gmina we Francji, w regionie Oksytania, w departamencie Pireneje Wysokie.
Według danych na rok 1990 gminę zamieszkiwało 159 osób, a gęstość zaludnienia wynosiła 20 osób/km² (wśród 3020 gmin regionu Midi-Pireneje Bernadets-Dessus plasuje się na 904. miejscu pod względem liczby ludności, natomiast pod względem powierzchni na miejscu 1248.).